# Centro Deportivo de Wuhan
El Centro Deportivo de Wuhan (en chino simplificado, 武汉体育中心体育场; pinyin, Wǔhàn tǐyù zhōngxīn tǐyùchǎng), también llamado Estadio Zhuankou (en chino simplificado, 沌口体育场; pinyin, Dùn kǒu tǐyùchǎng), es un complejo deportivo con un estadio multiusos en Wuhan, China. El estadio terminó sus obras en 2002, y posee una capacidad total de 54.000 personas.
El club de fútbol Wuhan Guanggu jugaba frecuentemente en este estadio, el cual también fue una de las sedes de la Copa Mundial Femenina de la FIFA 2007 y la sede de la etapa final de la Campeonato de Fútbol del Este de Asia 2015. El estadio obtuvo 14,403 espectadores en la temporada inauguración de la liga de la primera división en 2013 a cargo del club de fútbol Wuhan Zall.
El estadio también fue sede del Campeonato Asiático de Atletismo de 2015.
Durante la pandemia de COVID-19 en China, el estadio sirvió como hospital de campaña.

## Eventos relevantes
G. E. M - Queen of Hearts World Tour - 28 de mayo de 2017
Joker Xue - I Think I've Seen You Somewhere Tour - 22 de abril de 2017